# Département Seine-et-Oise

Paris und petite couronne. Mit der Verwaltungsreform 1964–1968 wurden die beiden Départements Seine und Seine-et-Oise aufgelöst und an ihrer Stelle 7 neue Départements geschaffen.

Das Département Seine-et-Oise war ein französisches Département. Es umgab das Département Seine, welches die Stadt Paris und deren nähere Umgebung (Petite Couronne) umfasste. Die Präfektur war in Versailles. Das Département führte die Ordnungszahl 78. Seine-et-Oise wurde 1968 aufgelöst.

## Allgemeines
Das Département Seine-et-Oise wurde zur Zeit der Französischen Revolution am 4. März 1790 gegründet. Namengebend waren die beiden Flüsse Seine und Oise, die das Département durchqueren. Das Département schloss im Westen, Norden und Süden einen großen Teil der weiteren Umgebung von Paris ein; der Gebietsstreifen im Osten der französischen Hauptstadt war dagegen nur schmal.
Bei der Auflösung 1968 bestand das Département aus 688 vorstädtischen und ländlichen Gemeinden und umfasste 5658 Quadratkilometer. Die Aufgliederung in Arrondissements wurde häufig geändert, 1968 gab es zehn: Argenteuil, Étampes, Mantes-la-Jolie, Montmorency, Palaiseau, Pontoise, Le Raincy, Rambouillet, Saint-Germain-en-Laye und Versailles.

## Aufteilung
Die erste Volkszählung in Frankreich im Jahre 1801 ergab für das Département Seine-et-Oise 421.535 Einwohner. Mit dem Wachstum des benachbarten Paris wuchs auch die Bevölkerungszahl von Seine-et-Oise: 1968 lag sie bei 2.943.350 und hatte damit nach Ansicht der Regierung eine Größe erreicht, die nicht mehr verwaltet werden konnte. Am 1. Januar 1968 wurde Seine-et-Oise (im Wesentlichen) in die drei kleineren Départements Yvelines (78), Val-d’Oise (95) und Essonne (91) aufgeteilt. Ein kleinerer Teil des bisherigen Départements wurde den ebenfalls neuen Départements Hauts-de-Seine, Val-de-Marne und Seine-Saint-Denis zugeschlagen.
Im Detail wurde wie folgt verfahren:
- 262 Gemeinden im Zentralbereich von Seine-et-Oise (40 % der Fläche) wurden zum Département Yvelines mit der Präfektur Versailles zusammengefügt. Die Ordnungszahl 78, die für Seine-et-Oise galt, wurde für Yvelines übernommen.
- 198 Gemeinden im Süden von Seine-et-Oise (32 % der Fläche) wurden zum Département Essonne zusammengefügt; die Ordnungsnummer 91, die Essonne zugewiesen wurde, wurde zuvor vom Département Algier benutzt.
- 185 Gemeinden im Norden von Seine-et-Oise (22 % der Fläche) wurden zu Val-d’Oise zusammengefasst; die zugewiesene Ordnungsnummer 95 wurde zuvor nicht benutzt.

Die verbleibenden 6 % des Départements Seine-et-Oise gingen an die Départements Val-de-Marne (18 Gemeinden), Seine-Saint-Denis (16 Gemeinden) und Hauts-de-Seine (9 Gemeinden).
Daraus folgt, dass die Départements Yvelines, Val-d’Oise und Essonne zusammen kleiner als das frühere Département Seine-et-Oise sind (5658 km² gegenüber 5334 km²).

## Grande couronne
Die Départements Yvelines, Essonne, Val-d’Oise und darüber hinaus Seine-et-Marne werden auch als die grande couronne bezeichnet, gegenüber der petite couronne, die sich auf die näher an Paris gelegenen Départements Hauts-de-Seine, Val-de-Marne und Seine-Saint-Denis bezieht.
Bei der Volkszählung von 1999 wurden für das Territorium des früheren Départements Seine-et-Oise 4.554.426 Einwohner gezählt. Das bedeutet einen Zuwachs von rund 1.600.000 Einwohnern seit 1968, da immer mehr Menschen in der Nähe der Hauptstadt, aber etwas weiter außerhalb „im Grünen“ leben müssen bzw. wollen.